# Denise Crosby
Denise Michelle Crosby (24 de noviembre de 1957) es una actriz estadounidense conocida por interpretar a Tasha Yar en Star Trek: The Next Generation. También es conocida por sus numerosos papeles en películas como Pet Sematary  y en televisión, por protagonizar y producir la película Trekkies, y por ser la nieta de Bing Crosby.

## Primeros años
Denise Michelle Crosby nació en Hollywood, California, en el seno de una familia vinculada al negocio del espectáculo, hija de Marilyn Scott y el actor Dennis Michael Crosby. Su abuelo paterno fue el actor/cantante/comediante Bing Crosby. Asistió a LeConte Junior High School con la actriz Rita Wilson (esposa de Tom Hanks). Su elección por la carrera se soldificó en una edad temprana y fue influenciada por la participación de otros miembros de su familia en el mundo del espectáculo.

## Carrera
El primer papel de alto perfil de Crosby fue como Lisa Davis en la telenovela Days of Our Lives. Apareció como la Dr. Gretchen Kelly en Lois & Clark, y como sheriff en The Adventures of Brisco County, Jr. , en el episodio "No Man's Land". A principios de 1990, interpretó el papel de alcalde en la serie Key West. También apareció en dos episodios de la serie de televisión Red Shoes Diaries, interpretando un personaje diferente en cada episodio. Crosby tuvo un pequeño papel en el drama de Aaron Spelling Models Inc, un spin-off de Melrose Place.
Una de sus apariciones en el cine fue en la película 48 Hrs. En 1986, interpretó a una ingeniera de robótica, Nora Hunter, en la película de ciencia ficción Eliminators, además actuó junto a Tony Iommi en el vídeo de la canción “No Stranger For Love” de la banda Black Sabbath, el papel principal en la película Dolly Dearest en 1992, apareció en Pet Sematary de Stephen King y en Jackie Brown de Quentin Tarantino. Protagonizó en la película Legend of the Phantom Rider en 2002. También apareció en la película de 1998 Deep Impact protagonizada por Elijah Wood.

### Star Trek

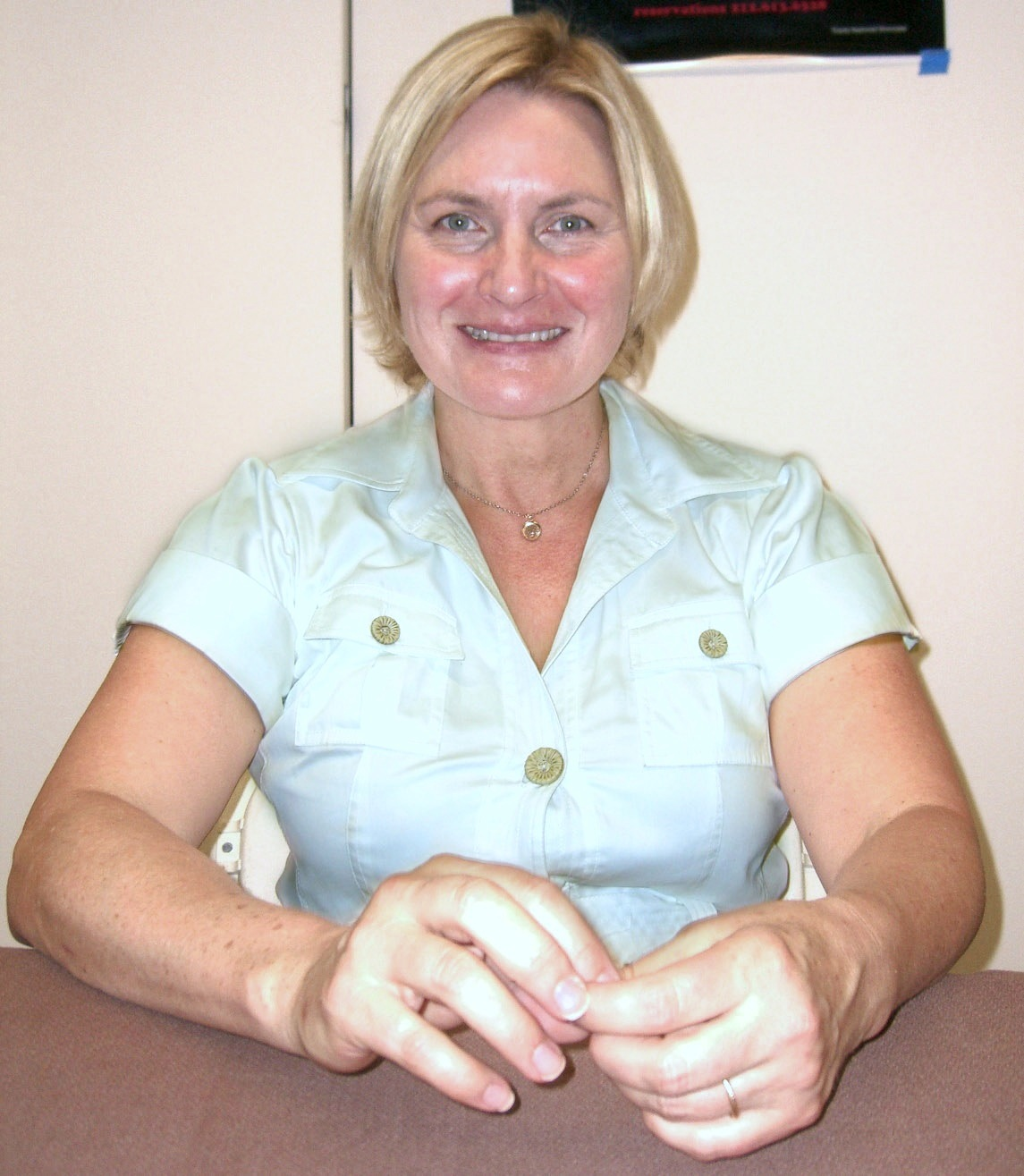
Crosby en la Convención Big Apple en 2008

En 1987, Crosby fue elegida en el papel de Tasha Yar para el regreso de Star Trek a la televisión en la serie Star Trek: The Next Generation. Ha sido elegida para interpretar a Deanna Troi antes que Gene Roddenberry cambiara los papeles que ella y Marina Sirtis habían obtenido principalmente. En episodios como "The Naked Now" y "Code of Honor", el papel de Tasha gradualmente se movió a un segundo plano cuando otros miembros del elenco se volvieron un gran enfoce en la serie. 

### La polémica salida de Denise Crosby
Según los informes, Denise Crosby se sintió desilusionada con su papel por su estado de "parecido a Nyota Uhura"; Tasha Yar siempre estuvo presente, aunque su personaje nunca fue ampliado. En última instancia, Crosby aceptó la baja y abandonó el programa en 1988. Su personaje fue asesinado por un extraterrestre malévolo durante el episodio "Skin of Evil." Apareció solamente en 22 episodios antes de que se fuera.
En los años posteriores, Crosby tuvo dudas sobre dejar el programa, y se acercó al equipo de producción de TNG con la idea de retomar su papel de Tasha Yar. Esto fue en la tercera temporada en "Yesterday's Enterprise" en que se crea una línea temporal alternativa después que USS Enterprise-C, se adelanta 22 años en el tiempo. Yar se unió a Enterprise-C antes que regresara a su propio tiempo. Durante el documental Trekkies, Crosby comentó que su personaje de Tasha Yar tenía que morir para obtener los "mejores episodios".
Crosby también fue estrella invitada en otros episodios de TNG, "Redemption" como la comandante romulana Sela, la mitad-humana, mitad-romulana hija de Tasha Yar, que había sido prisionera en el pasado mientras se estaba a bordo de Enterprise-C. Crosby luego repitió el papel en el videojuego Star Trek: Armada.
Tasha Yar fue presentada en el último episodio de la serie titulado "All Good Things..." en que ella aparece durante una retrospectiva en el tiempo para el Capitán Jean-Luc Picard durante los eventos del episodio piloto.
Crosby produjo y narró el documental de 1997 Trekkis, seguido de una secuela en 2003, Trekkies 2. Ambas películas protagoniza Crosby, que conduce entrevistas con los devotos de Star Trek, más comúnmente conocidos como trekkies.

### Trabajo después deStar Trek
Seguido a su aparición en Star Trek: The Next Generation, varias fotografías desnudas que aparecieron originalmente en marzo de 1979 en la revista Playboy fueron publicadas nuevamente en mayo de 1988. En lo pictórico, Crosby fue presentada como una modelo de onda, con el ángulo adicional por ser la nieta del legendario Bing Crosby.
Crosby apareció en el vídeo musical de Chris Isaak, "Dancin'". En 1986, apareció en el vídeo musical para Black Sabbath, en "No Stranger to Love."
En enero y febrero de 2010, Crosby se presentó junto a Gale Harold y la exmodelo Claudia Mason en Los Ángeles. La producción y el elenco recibió críticas positivas en su mayoría en Los Angeles Times, diciendo, "Harold, idealmente fundido, enciende maravillosamente con Crosby, cuya interpretación no convencional es una revelación afectiva."

## Vida personal
Crosby se casó con Geoffrey Edwards (hijo del director Blake Edwards) desde 1983 hasta 1990. Apareció en varias películas de Blake Edwards, incluyendo 10, Skin Deep, Trail of the Pink Panther, y Curse of the Pink Panther. Crosby actualmente está casada con Ken Sylk. Tienen un hijo, August William Sylk.